# Biurowiec Agory
Biurowiec Agory – postmodernistyczny budynek biurowy autorstwa pracowni architektonicznej JEMS Architekci zlokalizowany przy ul. Czerskiej 8/10 w Warszawie, będący siedzibą koncernu medialnego Agora S.A. Wielokrotnie nagradzany w polskich konkursach architektonicznych, ikona polskiej architektury.

## Opis

### Historia
Konkurs architektoniczny na projekt siedziby koncernu Agora S.A. rozstrzygnięto w 1998 poprzez wybór koncepcji autorstwa pracowni JEMS Architekci. Był to wówczas największy w historii Polski konkurs architektoniczny zorganizowany przez prywatnego inwestora. Za architekturę krajobrazu odpowiadała pracownia RS Architektura Krajobrazu, a za wyposażenie i projekt wnętrz Towarzystwo Projektowe.
Prace projektowe trwały do 2001, a realizacja inwestycji podzielona została na dwie fazy: pierwszą, trwającą w latach 2000–2001, i drugą zrealizowaną w 2002. Budynek wybudowano w miejscu wyburzonego biurowca Przedsiębiorstwa Transportowo-Sprzętowego Budownictwa „Transbud Warszawa“.
W 2019 wnętrza zostały zmodernizowane według projektu pracowni Projekt Praga.
Uznawany jest za jeden z najlepiej zaprojektowanych budynków biurowych zbudowanych w Warszawie. W projekcie studium uwarunkowań i kierunków zagospodarowania przestrzennego Warszawy z 2023 zawarto propozycję wpisania budynku na listę dóbr kultury współczesnej w Warszawie.

### Architektura
Budynek posiada szklaną fasadę, a jedna z elewacji pokryta jest pionowymi drewnianymi żyletkami z cedru kanadyjskiego, które pełnią funkcję łamaczy światła. Było to jedno z pierwszych tego typu rozwiązań w Warszawie. Poprzez wielkie przeszklenia, przesłonięte drewnianymi żyletkami tarasy i atria naturalne światło sięga głęboko do wnętrza.
Inwestor oczekiwał budynku, który będzie otwarty, transparentny, bezhierarchiczny, a także będzie sprzyjał komunikacji, spotkaniom i wymianie myśli. Miał być nie tylko miejscem pracy, ale także miejscem życia. Architekci zaprojektowali w nim zróżnicowane, egalitarne przestrzenie do pracy, wypełnione zielenią miejsca wypoczynku, a także ogólnodostępny parter, gdzie mogłyby się odbywać spotkania z mieszkańcami Warszawy.
Wnętrze budynku wykończone jest naturalnymi materiałami i poprzecinane jest pięcioma atriami wypełnionymi roślinnością. Budynek posiada wnętrza typu open space, bez podziału na gabinety, umożliwiające kształtowanie powierzchni w zależności od bieżących potrzeb. Wyposażony jest w kafeterię, basen, klub fitness i studia radia Tok FM. W budynku znajdowała się kiedyś księgarnia.
Podczas projektowania i realizacji budynku powstał model jego części w skali 1:1 w pełni odzwierciedlający przyszły kształt elewacji i wnętrza.
Z uwagi na wydłużony kształt i niewielką wysokość nazywany był „leżącym wieżowcem”.

## Wydarzenia związane z miejscem
18 lipca 2002 w budynku miało miejsce spotkanie Adama Michnika z Lwem Rywinem, będące jednym z kluczowych wydarzeń tzw. afery Rywina.

## Nagrody i wyróżnienia
- 2002: Nagroda Architektoniczna Prezydenta m.st. Warszawy, nagroda w kategorii Najlepszy obiekt biurowy 2002[10]
- 2002: Polski Cement w Architekturze, I nagroda[11]
- 2004: Życie w Architekturze, nagroda w kategorii Najlepszy budynek użyteczności publicznej 2002–2003[12]
- 2005: Polska. Ikony architektury[13]
- 2016: Nagroda Architektoniczna Prezydenta m.st. Warszawy, II nagroda w kategorii Budynek użyteczności publicznej 2001–2014 (obiekt komercyjny)[14]